# Hewett Watson

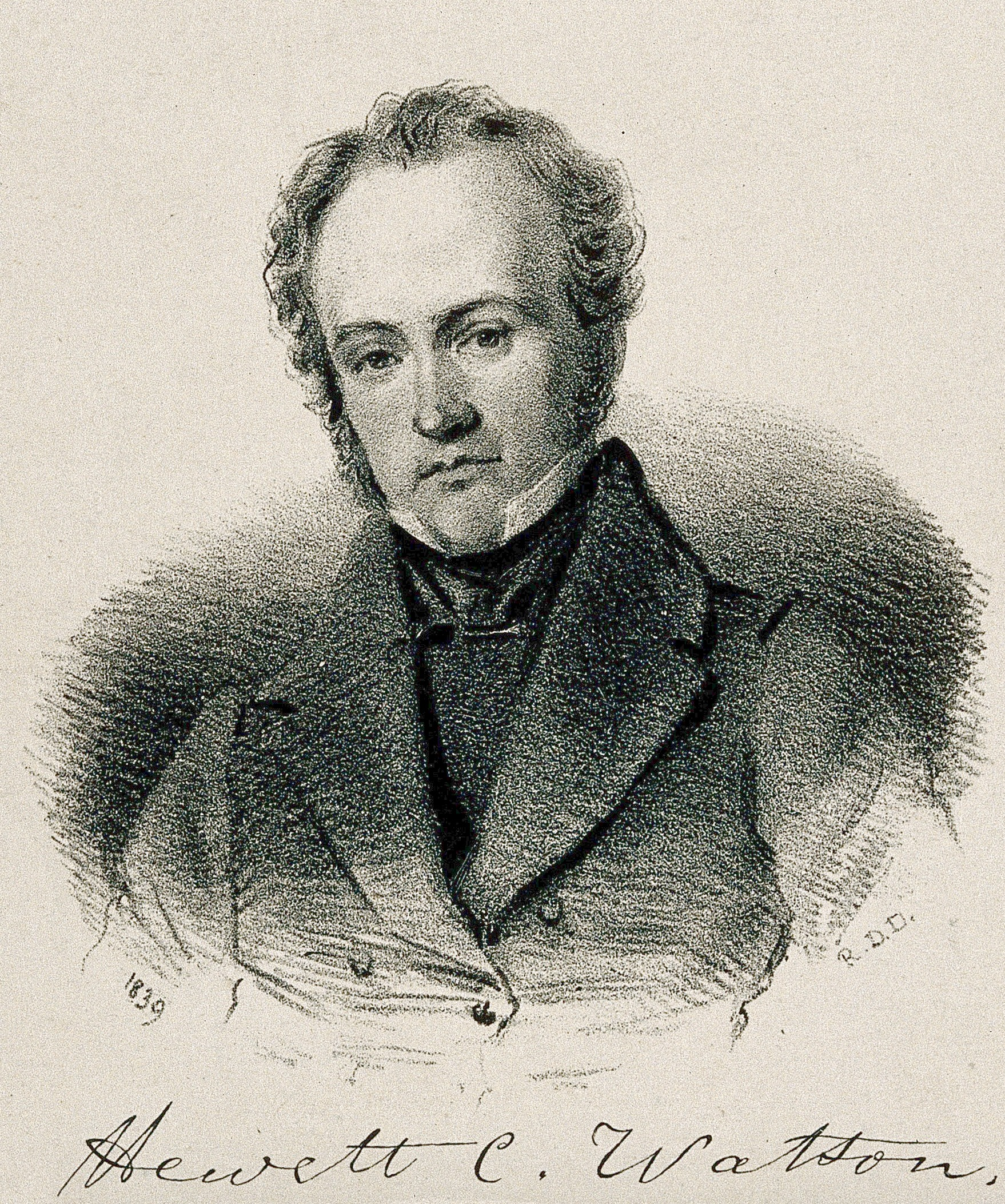
Hewett Cottrell Watson (um 1830)

Hewett Cottrell Watson (* 9. April 1804 in Firbeck, England; † 27. Juli 1881 in Thames Ditton, England) war Botaniker, Arzt und Phrenologe; sein botanisches Autorenkürzel lautet „H.C.Watson“.

## Leben und Wirken
Hewett Watson war der erstgeborene Sohn von seiner Mutter, Harriet, Tochter von Richard Powell von Heaton-Norris (nahe Stockport, England) und seinem Vater Holland Watson, Friedensrichter und Bürgermeister von Congleton in der Grafschaft Cheshire, in welche sie 1810 umziehen. Er hatte sieben ältere Schwestern und zwei jüngere Brüder. In Congleton besucht er das erste Mal das Gymnasium, dort wo er den Ruf eines Dummkopfs hatte. Danach besuchte er die Schule in Alderley, Cheshire, auf dieser Schule lernte er seinen Rektor Edward Stanley kennen, welcher in seinem späteren Leben Bischof von Norwich wurde. Dieser ermutigte ihn zur Botanik und unterstützte ihn. Während seiner Zeit in Alderley war er Mitschüler von Arthur Penrhyn Stanley, dem Sohn vom Rektor, der später ein Dekan von Westminster wurde. Als Teenager erlitt er beim Cricketspielen eine so starke Knieverletzung, die ihn den Eintritt in die Armee unmöglich machte. Zudem starb seine Mutter, welche ihn auf die Botanik aufmerksam gemacht hatte, als er fünfzehn war und so musste er danach mit seinem konservativen Vater zusammenleben, zu dem er eine schreckliche Beziehung hatte. Nach der Schule, im Jahr 1821, begann er mit der Arbeit bei einem liverpooler Anwalt. Jedoch interessierte er sich nicht für das Gesetz, vielmehr galt sein Interesse der Phrenologie. Daher beschloss er Medizin und Naturgeschichte an der University of Edinburgh (1828 bis 1832) zu studieren. Als Student wurde er 1831-2 Senior-Präsident der Royal Medical Society of Edinburgh, doch er musste wegen seiner Gesundheit das Studium ohne Abschluss abbrechen. Neben der Phrenologie, widmete er sich der Ornithologie, Entomologie und der Botanik. In dieser Zeit erbte er von einem Verwandten seiner Mutter ein Gut in Derbyshire. In Edinburgh freundete er sich mit dem Botaniker Robert Graham, der sein Interesse an der Biogeographie förderte, und mit dem Phrenologen George Combe an. 1829 trat er in die Gesellschaft Edinburgh Phrenological ein. 1831 gewann er einen botanischen Wettbewerb durch einen Aufsatz über die geographische Verbreitung von Pflanzen. Nachdem er 1833 einige Monate bei einem Bekannten in der Nähe von Barnstaple wohnte, kaufte er sich ein kleines Haus in Thames Ditton in der Grafschaft Surrey, im welchen er den Rest seines Lebens verbrachte. 1842 machte er auf eigne Kosten mit der Styx, welches unter dem Kommando von Captain Vidal fuhr, eine Reise auf die größten vier Azoreninseln, von denen er einige neue Pflanzen mitbrachte. Er blieb drei Monate auf den Azoren und beschrieb dort heimische Pflanzen wie zum Beispiel die Azorenglockenblume. 
1843 wurde er in die Deutsche Akademie der Naturforscher Leopoldina aufgenommen. Sein akademischer Beiname lautete Ramond.
Obwohl er schon einen guten Ruf als geographischer Botaniker hatte, bewarb er sich erfolglos für einen Lehrstuhl an dem neu gegründeten Queen’s Collage in Dublin. Er starb in seinem Haus am 27. Juli 1881.

## Ehrungen
Nach ihm benannt wurde die Zeitschrift Watsonia, 1949 ff.  Auch die Pflanzengattung Hewittia Wight & Arn. aus der Familie der Windengewächse (Convolvulaceae) ist nach ihm benannt.

## Werke
Als Herausgeber:
- Statistics of Phrenology; being a Sketch of the Progress and Present State of that Science in the British Islands
- An Examination of Mr. Scott's attack upon Mr. George Combe
- Die Zeitschrift: The Phrenological Journal (1837 bis 1840)
- Den Katalog: The London Catalogue of British Plants from (1844 bis 1874)
- Den botanischen Teil von Frederick Ducane Godman: Natural History of the Azores (1870)[2]
- Stark beteiligt an: London Catalogue of British Plants

Eigene Werke:
- Cybele Britannica (1847)

Fortsetzungen:
- 1849
- 1852
- 1859

Ergänzung(1860)
- Public Opinion, or Safe Revolution through Self-representation (1848)
- Kompendium der Cybele Britannica (1870)

- Nachtrag (1872)

- Topographical Botany (1873-4), 2. Auflage 1883[2]